# Nils Per Imerslund
Nils Per Imerslund (ur. 9 maja 1912 w Kristianii, zm. 7 grudnia 1943 w Oslo) – norweski awanturnik, publicysta, pisarz i działacz nazistowski, żołnierz 5 Dywizji Pancernej SS "Wiking", a następnie SS-Freiwilligen-Schikompanie "Norwegen" podczas II wojny światowej.
Jego rodzina od 1920 r. przebywała w Niemczech (do 1921 r. w Hamburgu, zaś do 1923 r. w Berlinie). W tym czasie mały N. P. Imerslund był świadkiem walk między freikorpsami a rewolucjonistami. Ukończył Königliche Paul-Gerhardt-Schule w Lubinie pod Berlinem. W 1923 r. firma jego ojca zbankrutowała. Dodatkowo w rodzinie doszło do kryzysu małżeńskiego. W tej sytuacji u N. P. Imerslunda ujawniły się skłonności homoseksualne. 
W poł. lat 20. związał się on z przedstawicielami ruchu "Völkisch", głoszącymi hasła rasowe. W 1926 r. jego rodzina powróciła do Norwegii. W 1927 r. wyjechała do Colima w Meksyku, gdzie ojciec wykupił udziały w plantacji. Nils P. Imerslund nawiązał tam szerokie kontakty homoseksualne. W 1928 r. wrócił do Norwegii, gdzie rozpoczął naukę w szkole wyższej w Hamar. Brał wówczas udział w licznych debatach politycznych. W międzyczasie firma jego ojca ponownie zbankrutowała, w związku z czym nie mógł kontynuować nauki. Wiosną 1930 r. znowu wyjechał do Meksyku, gdzie ojciec kupił małe gospodarstwo rolne. Prowadził tam awanturnicze życie, m.in. poszukując srebrnego skarbu Indian, czy będąc pastuchem bydła. Fascynowały go postaci głównych rewolucjonistów meksykańskich, Emiliano Zapaty i Pancho Villi. 
Po śmierci ojca powrócił na krótko do Norwegii w 1932 r., po czym przybył do Niemiec. Związał się z nazistami. Wstąpił do SA. Brał udział w walkach ulicznych z bojówkami komunistycznymi. Był przedstawicielem rewolucyjnego, robotniczego i antykapitalistycznego skrzydła SA. Jego poglądy były mocno anarchistyczne. Podchodził dosyć krytycznie do Adolfa Hitlera, wspieranego przez wielkich kapitalistów. 
W 1934 r. przybył do Oslo, po czym wstąpił do niewielkiej Norweskiej Narodowo-Socjalistycznej Partii Robotniczej (NNSAP). W dniach 10-16 września 1935 r. uczestniczył w zjeździe NSDAP w Norymberdze. Spotkał się z przedstawicielami zagranicznych ugrupowań faszystowskich, jak Brytyjska Unia Faszystów, czy Narodowa Partia Faszystowska. Szczególne wrażenie wywarła jednak na nim rozmowa z Corneliu Zelea Codreanu. Po powrocie do Norwegii poznał Hansa S. Jacobsena, ekonomistę społecznego, przywódcę grupy politycznej, skupionej wokół pisma "Ragnarok", reprezentującej lewe skrzydło norweskich narodowych socjalistów. Głosiła ona hasła czystości rasowej. Krytykowała Vidkuna Quislinga, wodza Nasjonal Samling, twierdząc, że w rzeczywistości wysługuje się wielkiemu kapitałowi.
W 1936 r. N. P. Imerslund współtworzył Arbeidstjenesten (Służbę Pracy), wzorowaną na hitlerowskiej Arbeitdienst, której bezpośrednim celem było przeciwdziałanie bezrobociu, ale też propagowanie idei nazistowskich wśród młodzieży. W sierpniu tego roku wraz z kilkoma członkami NNSAP włamał się do domu, w którym od roku mieszkał przebywający na wygnaniu w Norwegii Lew D. Trocki. Zamierzał zdobyć dowody na to, że L. D. Trocki sekretnie planuje przeprowadzenie rewolucji w Norwegii. W tym samym roku N. P. Imerslund opublikował swoją pierwszą książkę pt. "Das Land Noruega", w której opisał młodzieńcze przeżycia w Meksyku. W 1937 r. udał się do ogarniętej wojną domową Hiszpanii, gdzie walczył w szeregach falangistów po stronie gen. Francisco Franco. Jeszcze w tym samym roku ponownie wyjechał do Meksyku, przebywając tam do 1940 r. 
Poruszony bohaterską walką Finów z Sowietami podczas tzw. wojny zimowej przybył 23 lutego tego roku do Finlandii, wstępując do fińskiej armii. Po zajęciu Norwegii przez wojska niemieckie w kwietniu, powrócił do kraju. W czasie okupacji niemieckiej krytykował V. Quislinga za zbyt bliską współpracę z okupantami. Dla N. P. Imerslunda najważniejsza była walka z bolszewizmem, stąd podjął kolaborację z Niemcami. Z drugiej strony ubolewał nad okupacją swojego kraju, ale uważał ją za zło konieczne. Po ataku wojsk niemieckich na ZSRR 22 czerwca 1941 r., wstąpił ochotniczo do Waffen-SS. Przeszedł przeszkolenie wojskowe, po czym w stopniu SS-Oberscharführera został odkomenderowany do 5 Dywizji Pancernej SS "Wiking", walczącej na Ukrainie. Następnie przeniesiono go do SS-Freiwilligen-Schikompanie "Norwegen", walczącej w północnej Karelii. 30 marca 1943 r. został odznaczony Żelaznym Krzyżem 2 klasy. Wkrótce został poważnie ranny. 
Wiosną 1942 r. powrócił do Norwegii. W 1943 r. wyszła jego druga książka pt. "Erlebnisse in Mexiko". 7 grudnia 1943 r. zmarł w szpitalu uniwersyteckim Aker w Oslo.